# Alban Gerhardt
Pour les articles homonymes, voir Gerhardt.
Alban Gerhardt, né à Berlin le 25 mai 1969, est un violoncelliste allemand.

## Biographie
Alban Gerhardt naît dans une famille de musiciens : il est le fils d'une soprano colorature ;  son père, Axel Gerhardt, était le second violoniste de l'Orchestre philharmonique de Berlin pendant quarante ans ; son frère Darius, est guitariste. Gerhardt apprend à la fois le piano et le violoncelle, dès ses huit ans. Il étudie avec Marion Vetter et Götz Teutsch de la Philharmonie de Berlin, puis il travaille avec Markus Nyikos. Gerhardt est également un élève de Boris Pergamenchtchikov.
Le premier concert public de Alban Gerhardt a lieu le 22 février 1987, dans le Concerto pour violoncelle n° 2 de Joseph Haydn, avec l'orchestre de chambre de la Philharmonie de Berlin. Sa carrière internationale est lancée en 1991, lorsqu'il fait ses débuts avec l'Orchestre philharmonique de Berlin sous la direction de Semyon Bychkov. Il remporte le premier prix dans de nombreux concours dans le début des années 1990, y compris les années 1990 Deutsche Musikwettbewerb Bonn, le Concours de l'ARD la même année et le concours Leonard Rose en 1993. Gerhardt est membre du programme BBC New Generation Artists de 1999 à 2001.
En 2009, il assure la création mondiale du Concerto pour violoncelle d'Unsuk Chin composé pour Gerhardt, aux BBC Proms ; enregistré ensuite pour Deutsche Grammophon. Gerhardt collabore également avec d'autres compositeurs, tels que Thomas Larcher, Brett Dean, Jörg Widmann, et Matthias Pintscher.
Gerhardt a remporté trois ECHO Klassik Awards (1998, 2003 et 2009) ainsi que les prix classiques de l'ICMA et du MIDEM. Son enregistrement du Concerto pour violoncelle d'Unsuk Chin remporte le prix du BBC Music Magazine en 2015 et a été finaliste pour un Gramophone Award en 2015. Il a enregistré plusieurs disques pour les labels Hyperion,,,,,, et Chandos Records.
Gerhardt joue sur un violoncelle Matteo Goffriller de 1710. 
En plus de ses concerts, Gerhardt réalise divers projets de performances à l'extérieur des salles de concert, tels que les écoles, les hôpitaux et les institutions de jeunes délinquants. En 2012, il  collabore avec la Deutsche Bahn, pour des spectacles sur les principales lignes d'Allemagne.
Gerhardt a été marié deux fois. De son mariage avec sa première femme, Katalina, il a un fils. Sa seconde épouse est la violoniste Gergana Gergova et le couple a un fils.